# The Cape (serie de 2011)
The Cape es una serie de televisión estadounidense sobre un superhéroe, ambientada en la ficticia ciudad californiana de Palm City.
La historia está protagonizada por Faraday, un detective honesto que decide dejar el cuerpo de policía después de ser testigo del asesinato de su nuevo jefe de policía, en manos de un misterioso individuo conocido como "Chess" (que significa ajedrez en inglés).

## Historia
Faraday acepta una oferta de trabajo para una empresa de seguridad privada denominada ARK, operada por el multimillonario empresario Peter Fleming. ARK solicita a Palm City privatizar la policía y la seguridad de las operaciones públicas. Faraday es acusado, por una trampa, de ser "Chess" y es dado por muerto luego de una persecución, por lo que decide luchar contra la corrupción y para limpiar su nombre.

## Personajes
- David Lyons da vida a Vince Faraday / The Cape – un honesto policía que se cree que está muerto. Constantemente intenta probar que Peter Flemming es Chess, por lo que decide convertirse en "The Cape" y pelea contra el crimen y la corrupción de la ciudad
- Keith David como Max Malini – es el líder de una banda conocida como "The Carnival of Crime". Se convierte en el mentor de Vince después de salvarlo y le enseña a convertirse en "The Cape". A pesar de ser un criminal muestra un gran sentido del bien y el mal.
- Summer Glau como Jamie Fleming / Orwell – esta joven investiga la guerra del crimen y la corrupción en Palm City. Pronto se convierte en una aliada de Vince y lo ayuda a combatir el crimen. Durante el episodio "The Lich (Part 2)", se revela que su primer nombre es "Jamie". Más tarde se revela que es hija de Peter Fleming.
- James Frain como Peter Fleming / Chess – es el billonario fundador y CEO de Ark Industries y el enemigo de "The Cape". Peter tiene una mente criminal y es un asesino en serie, experto en el combate mano a mano, tiene destreza en armas de fuego y es el responsable de incriminar a Vince por los asesinatos que comete. Su alter ego "Chess" tiende a aparecer cuando Fleming se siente presionado o amenazado.
- Jennifer Ferrin como Dana Thompson-Faraday – es la esposa de Vince y cree que él está muerto. Dana toma un trabajo en la oficina de defensa pública para descubrir lo que le sucedió a su esposo y demostrarle a todos que es inocente.
- ''Ryan Wynot''t como '''Trip Faraday''' – es el hijo de Vince y Dana, Trip idolatra a Cape. Vince anhela que algún día pueda lograr convencer a su hijo de que todavía existe gente buena en el mundo.
- Dorian Missick como Marty Voyt – un detective de policía secretamente corrupto y amigo de Vince. Constantemente visita a la familia Faraday dándoles evidencia falsa acerca de que Vince es en realidad Chess. Dunrate el episodio "Goggles and Hicks" es nombrado jefe de la policía y en el episodio "Endgame" es asesinado por Scales.
- Martin Klebba como Rollo – Un enano que toma el papel de forzudo en el circo de Malini. Es un buen peleador, incluso durante su primera lucha con Vince, le gana y más tarde sucede lo mismo cuando lucha contra Scales. Rollo tiene un enamoramiento por Orwell.